# Храм Зачатия праведною Анною Пресвятой Богородицы (Чехов)
Храм Зачатия праведною Анною Пресвятой Богородицы города Чехов (Зачатьевская церковь) — приходской православный храм в городском округе Чехов, в городе Чехов. Относится к Чеховскому благочинию Подольской епархии Русской православной церкви.
Является памятником архитектуры федерального значения.

## История
Основан не позднее XVI века. Современное здание построено в 1694 году стольником Саввой Лукьяновичем Васильчиковым. В 1821 г. к Зачатьевскому храму была пристроена трапезная с приделами во имя святителя Николая и в честь зачатия Иоанна Предтечи, а в 1828 г. — трехъярусная колокольня. В 1962 году храм был закрыт, иконостас, утварь и церковные вещи были уничтожены.
В 1988 году во время празднования тысячелетия крещения Руси храм был передан церковной общине и начал восстанавливаться. На текущий момент является центральным храмом города Чехова и Чеховского благочиния.